# アートポート
株式会社アートポート（Art Port Inc.）は、東京都渋谷区に本社を置く、映画製作、配給会社。

## 概要
1986年に創業した「松下エージェンシー」の映像制作部を分社化する形で、1990年10月に「松下プロモーション」として設立。主に若年男性向けの映画製作、配給、ソフト販売を手がける。邦画の製作や洋画の買い付けなど映画ビジネスを全般的に取り扱うほか、ブルース・リー主演作品の制作や、香港映画の製作などアジア中心に海外を基盤とした事業を行っている。また、俳優養成所（アートポートアクターズ・クラブ）の運営、子会社「アートポートインベスト」にて不動産事業も展開している。
2004年1月に映像制作会社「円谷映像」から5億5000万円で事業を譲り受け、子会社「円谷エンターテインメント」を設立。従来円谷映像が得意としていた子供向けの映像製作ノウハウを吸収することや、先述の俳優養成所の受講生を円谷エンターテインメント製作作品に出演させることなどで収益力を高めるとしていた。

## 歴史
- 1986年 - 株式会社松下エージェンシーを創業。
- 1990年10月 - 映像制作部を分社化し、株式会社松下プロモーションを設立。
- 1998年2月 - 株式会社アートポートへ社名変更。
- 2004年1月 - 株式会社円谷映像から事業譲渡、子会社として株式会社円谷エンターテインメントを設立。
- 2013年 - 不動産事業部を分社化し、アートポート不動産株式会社を設立。
- 2015年 - アートポート不動産をアートポートインベスト株式会社へ社名変更。

## 主な製作映画
- 『富江』 - （1999年、大映との共同製作）
- 『惚れたらあかん 代紋の掟』 - （1999年）
- 『富江 replay』 - （2000年、大映・スターマックスとの共同製作）
- 『スリ』 - （2000年、衛星劇場との共同製作）
- 『シャム猫 -ファーストミッション-』 - （2001年、マクセル・イーキューブとの共同製作）
- 『Bruce Lee in G.O.D 死亡的遊戯』 - （2001年）
- 『死びとの恋わずらい』 - （2001年、テレビ東京メディアネットとの共同製作）
- 『完全なる飼育 愛の40日』 - （2001年、キネマ旬報社との共同製作）
- 『パコダテ人』 - （2002年、パコダテ人製作委員会）
- 『フィラメント』 - （2002年）
- 『富江 最終章-禁断の果実-』 - （2002年、大映との共同製作）
- 『完全なる飼育 香港情夜』 - （2002年）
- 『武勇伝』 - （2003年、エニライツとの共同製作）
- 『けっこう仮面』 - （2004年）
- 『完全なる飼育 赤い殺意』 - （2004年、セディックインターナショナルとの共同製作）
- 『TKO HIPHOP』 - （2005年、HIP-HOP映画製作委員会）
- 『隙魔』 - （2005年）
- 『ギミー・ヘブン』 - （2006年、松竹・関西テレビ放送・ユーロスペースとの共同製作）
- 『カチコミ刑事 オンドリャー! 大捜査線 心斎橋を封鎖せよ』 - （2006年）
- 『刺青 SI-SEI』 - （2006年）
- 『チェーン 連鎖呪殺』 - （2006年）
- 『卍（まんじ）』 - （2006年）
- 『紅薔薇夫人』 - （2006年、日活・新東宝映画との共同製作）
- 『LOVEHOTELS』 - （2006年、ネイキッド・セガとの共同製作）
- 『猫目小僧』 - （2006年、松竹との共同製作）
- 『刺青 堕ちた女郎蜘蛛』 - （2007年）
- 『龍が如く 劇場版』 - （2007年、龍が如くフィルムパートナーズ）
- 『ITバブルと寝た女たち』 - （2007年）
- 『人間椅子』 - （2007年）
- 『エロチック乱歩 屋根裏の散歩者』 - （2007年）
- 『夕凪の街 桜の国』 - （2007年、夕凪の街 桜の国製作委員会）
- 『富江 VS 富江』 - （2007年）
- 『マリッジリング』 - （2007年）
- 『泪壺』 - （2008年）
- 『ポストマン』 - （2008年、ポストマン製作委員会）
- 『クレーマー』 - （2008年）
- 『ビルと動物園』 - （2008年、ビルと動物園製作委員会）
- 『制服サバイガール』 - （2008年）
- 『白日夢』 - （2009年、ベルヴィーとの共同製作）
- 『テケテケ』 - （2009年）
- 『青春Hシリーズ』[8] - （2010年〜2014年）

## 訴訟
2007年12月、円谷映像から事業譲渡する際の説明内容に虚偽があったとして、アートポートは当時円谷映像の代表取締役であった円谷粲に対し、譲渡金相当額の損害賠償を求める訴訟を東京地方裁判所に提起した。円谷粲は当時円谷プロダクションの取締役副社長でもあったことから、円谷プロに対しても使用者責任に基づく損害賠償を求めた。